# 아이센가드

아이센가드의 표식.

아이센가드(Isengard) 또는 아이젠가르드는 J.R.R. 톨킨의 가운데땅에 위치한 지역이며, 사루만의 요새이다. 타락한 사루만은 이곳에서 우르크하이를 창조하고 나무를 잘라 성장했지만, 영화에서 분노한 엔트들에 의해 사루만은 사망하였다. 오르상크의 탑이 위치해있다.